# Ісламський одяг
Ісламський одяг — одяг, який трактується як такий, що відповідає вченню ісламу. Мусульмани носять різноманітний одяг, на який впливають не лише релігійні міркування, а й практичні, культурні, соціальні та політичні фактори. У наш час деякі мусульмани прийняли одяг, заснований на західних традиціях, тоді як інші носять сучасні форми традиційного мусульманського вбрання, що протягом століть зазвичай включало довгий, вільно спадаючий одяг. Окрім практичних переваг у кліматі Близького Сходу, одяг вільного крою також вважається таким, що відповідає ісламському вченню, яке передбачає, що сексуальні за своєю природою ділянки тіла мають бути приховані від сторонніх очей. Традиційний одяг для мусульманських чоловіків зазвичай закриває принаймні голову та ділянку між талією і колінами, тоді як жіночий ісламський одяг має приховувати волосся і тіло від щиколоток до шиї. Деякі мусульманки також закривають обличчя. Проте інші мусульмани вважають, що Коран суворо вимагає від жінок носити хіджаб або паранджу.
На традиційний одяг впливають два джерела: Коран і хадиси. Коран містить керівні принципи, які, як вважають, прийшли від Бога, тоді як частина хадисів описує взірець для наслідування, який приписують ісламському пророку Магомету. Галузь індустрії моди, на яку впливають ісламські принципи, відома як ісламська мода.

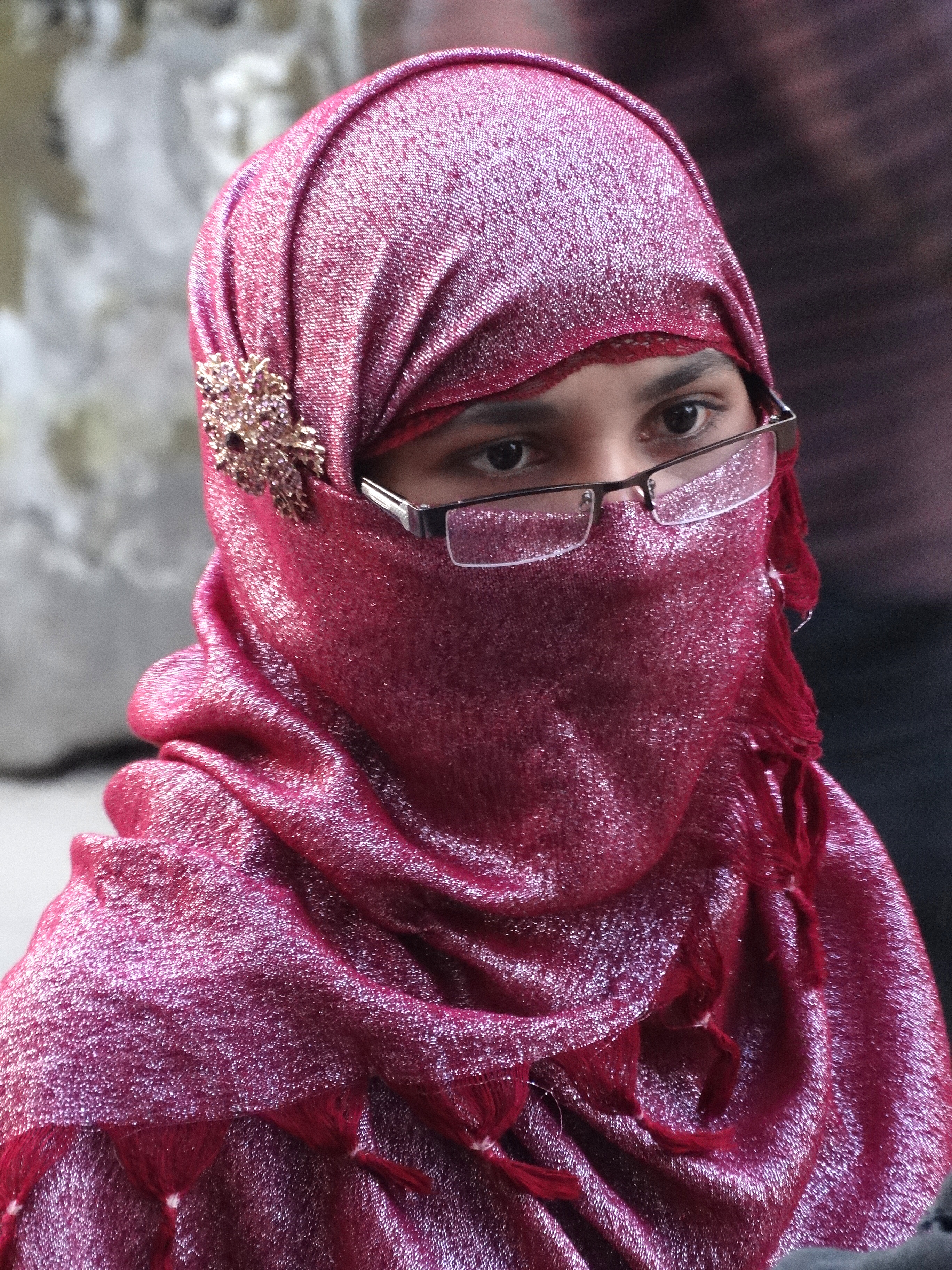
Бенгальська жінка в хіджабі та нікабі в Силхеті, Бангладеш

## Звичайна практика
Ісламські заповіді, пов'язані зі скромністю (хая), лежать в основі ісламського одягу. Прихильники ісламу вважають релігійним обов'язком дорослих мусульман і мусульман одягатися скромно, як обов'язкове правило, узгоджене спільнотою.
За традиційним поглядом сунітського ісламу, чоловіки повинні покривати від пупків до колін, хоча вони розходяться в тому, чи це стосується пупка та колін чи лише того, що між ними. Традиційно жінкам рекомендували прикривати більшу частину тіла, за винятком рук і обличчя.
Арабське слово, яке тісно пов'язане з ісламським одягом і хая, — хімар (خمار), що перекладається як «покривало». Про хімар заговорили знову в 1990-х роках, коли виникло занепокоєння щодо можливого проникнення в ісламські країни західних практик.

## Ісламський одяг у Європі
Ісламський одяг у Європі, особливо різноманітність головних уборів, які носять мусульманки, став яскравим символом присутності ісламу в Західній Європі. У кількох країнах дотримання хіджабу (арабський іменник, що означає «покривало») призвело до політичних суперечок і пропозицій про юридичну заборону. Уряд Нідерландів вирішив запровадити заборону на одяг, що закриває обличчя, яку в народі називають «забороною бурки», хоча це стосується не лише афганської моделі бурки. Інші країни, такі як Франція та Австралія, обговорюють подібне законодавство або мають більш обмежені заборони. Деякі з них стосуються лише одягу, який закриває обличчя, наприклад бурки, чадри, бошії або нікаба; деякі стосуються будь-якого одягу з ісламською релігійною символікою, як-от хіджабу чи ісламські хустки (у деяких країнах уже діють закони, що забороняють носіння масок у громадських місцях, які можна застосовувати до вуалі, що приховує обличчя). У різних країнах це питання має різні назви, і «вуаль» або «хіджаб» можуть використовуватися як загальні терміни для дебатів, що представляють не лише саму вуаль або концепцію скромності, втілену в хіджабі.
Хоча на Балканах і в Східній Європі проживає корінне мусульманське населення, більшість мусульман у Західній Європі є членами іммігрантських громад. Питання ісламського одягу пов'язане з питаннями міграції та положенням ісламу в західному суспільстві. Європейський комісар Франко Фраттіні у листопаді 2006 року заявив, що він не підтримує заборону бурки. Очевидно, це перша офіційна заява Європейської комісії, виконавчої влади Європейського Союзу, щодо заборони ісламського одягу. Причини заборони різні. Законодавчі заборони на одяг, що закриває обличчя, часто виправдовуються міркуваннями безпеки, як антитерористичний захід.
Аяан Гірсі Алі вважає іслам несумісним із західними цінностями, принаймні в його нинішньому вигляді. Вона виступає за цінності «лібералізму Просвітництва», включаючи секуляризм і рівність жінок. Для неї бурка або чадра є одночасно символом релігійного мракобісся і пригнічення жінки. Цінності Західного Просвітництва, на її думку, вимагають заборони, незалежно від того, чи вільно жінка обрала ісламський одяг. Ісламський одяг також розглядається як символ існування паралельних суспільств і неспроможності інтеграції: у 2006 році британський прем'єр-міністр Тоні Блер назвав його «ознакою роз'єднання». Видимі символи нехристиянської культури суперечать національній ідентичності європейських держав, яка передбачає спільну (нерелігійну) культуру. Пропозиції щодо заборони можуть бути пов'язані з іншими пов'язаними культурними заборонами: нідерландський політик Герт Вілдерс запропонував заборонити хіджаби, медресе, нові мечеті та незахідну імміграцію.
У Франції та Туреччині акцент робиться на світському характері держави та символічному характері ісламського одягу. У Туреччині заборони діють у державних установах (судах, на державній службі) і в освіті, що фінансується державою. У 2004 році Франція прийняла закон про заборону «символів або одягу, за допомогою яких учні помітно демонструють свою релігійну приналежність» (включаючи хіджаб) у державних початкових, середніх і середніх школах, але цей закон не стосується університетів (у французьких університетах застосовне законодавство надає студентам свободу вираження поглядів, якщо зберігається громадський порядок). Ці заборони також поширюються на ісламські головні хустки, які в деяких інших країнах вважаються менш суперечливими, хоча співробітникам суду в Нідерландах також заборонено носити ісламські головні хустки на підставі «державного нейтралітету». Мабуть, менш політизований аргумент полягає в тому, що в конкретних професіях (викладання) заборона на «покривало» (нікаб) виправдана, оскільки потрібне спілкування віч-на-віч і зоровий контакт. Цей аргумент займав важливе місце в рішеннях у Великій Британії та Нідерландах після того, як учням і вчителям заборонили носити одяг, що закриває обличчя. Громадська та політична реакція на такі пропозиції щодо заборони є складною, оскільки за визначенням вони означають, що уряд приймає рішення щодо індивідуального одягу. Деякі немусульмани, яких заборона не торкнеться, вважають це проблемою громадянських свобод, слизькою дорогою, що веде до подальших обмежень приватного життя. Опитування громадської думки в Лондоні показало, що 75 % лондонців підтримують «право всіх людей одягатися відповідно до своїх релігійних переконань». В іншому опитуванні Ipsos MORI у Сполученому Королівстві 61 % погодилися, що «мусульманські жінки відокремлюють себе», якщо носять чадру, але 77 % вважали, що вони повинні мати право її носити.

## Погляди мусульманок на хіджаб

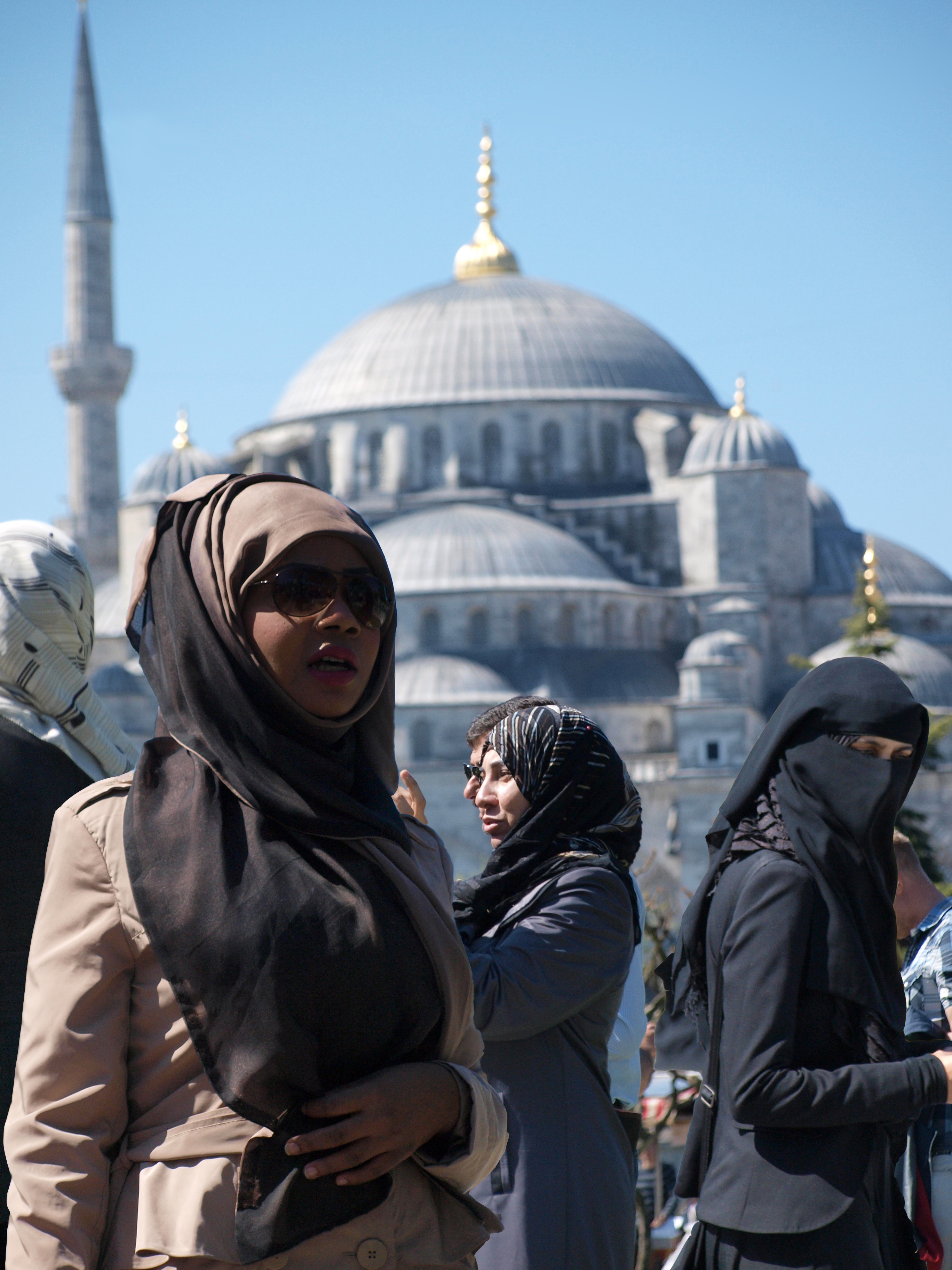
Мусульманські жінки за ісламським дрес-кодом носять хіджаб і нікаб.

### Прихильники хіджабу
Мусульманські жінки не обов'язково сприймають хіджаб як гнітючий одяг, який їм нав'язують.

### Противники хіджабу

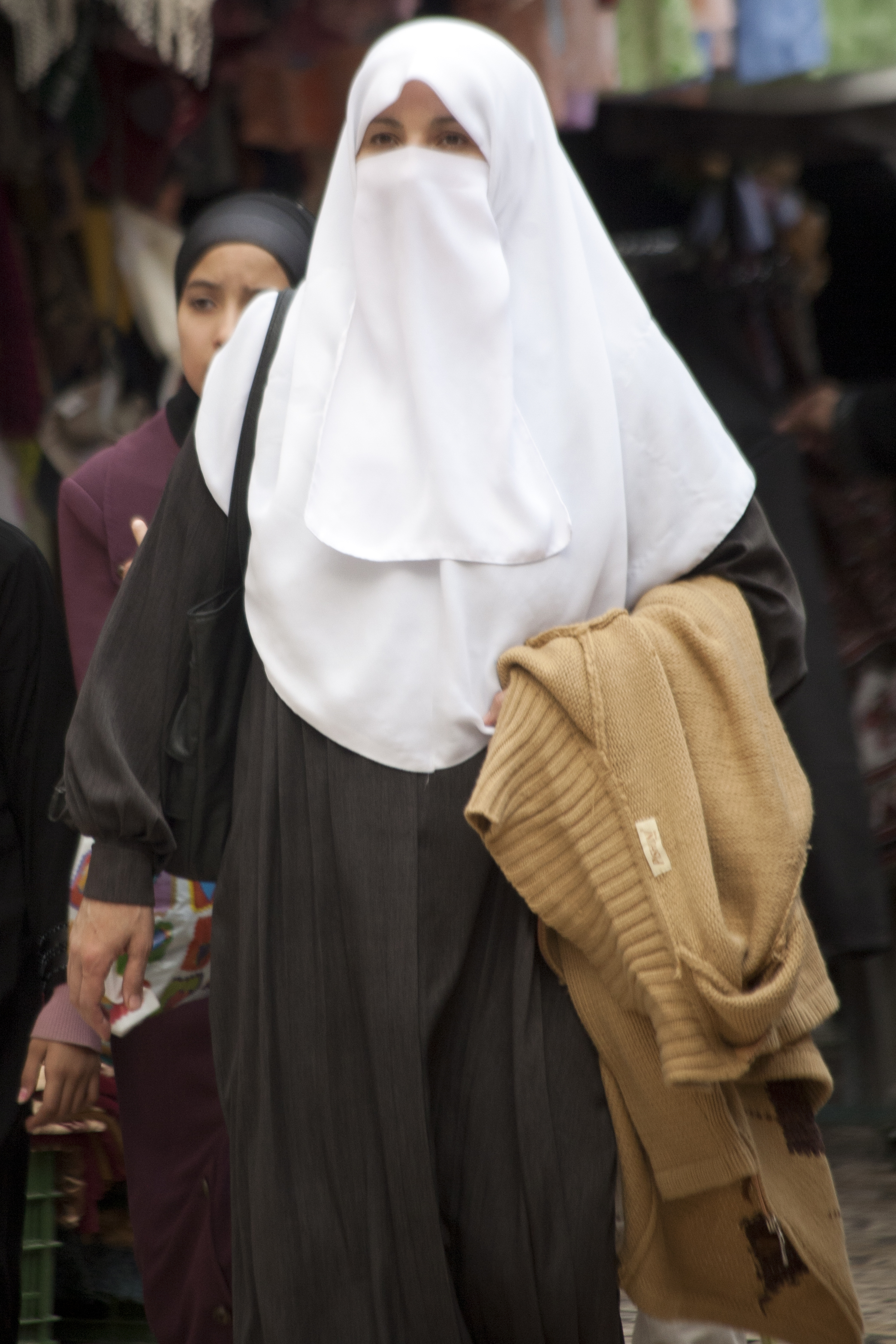
Мусульманська жінка в нікабі.

Є деякі мусульманки, які вважають, що хіджаб справді перешкоджає їхній особистій свободі як жінки. Інше переконання деяких жінок, які носять хіджаб, полягає в тому, що він потенційно може «позбавити їх індивідуальності» і перетворюють їх на уособлення їхньої релігії. Деякі жінки не хочуть стикатися з цим щодня, і це ще одна причина, чому деякі мусульманки вирішили відкрити своє обличчя.
Іран — ще одна країна з суворими правилами щодо хіджабу, і багато жінок відчувають тиск з боку уряду, який змушує їх одягатися в певному стилі.

## Хіджаб за країнами

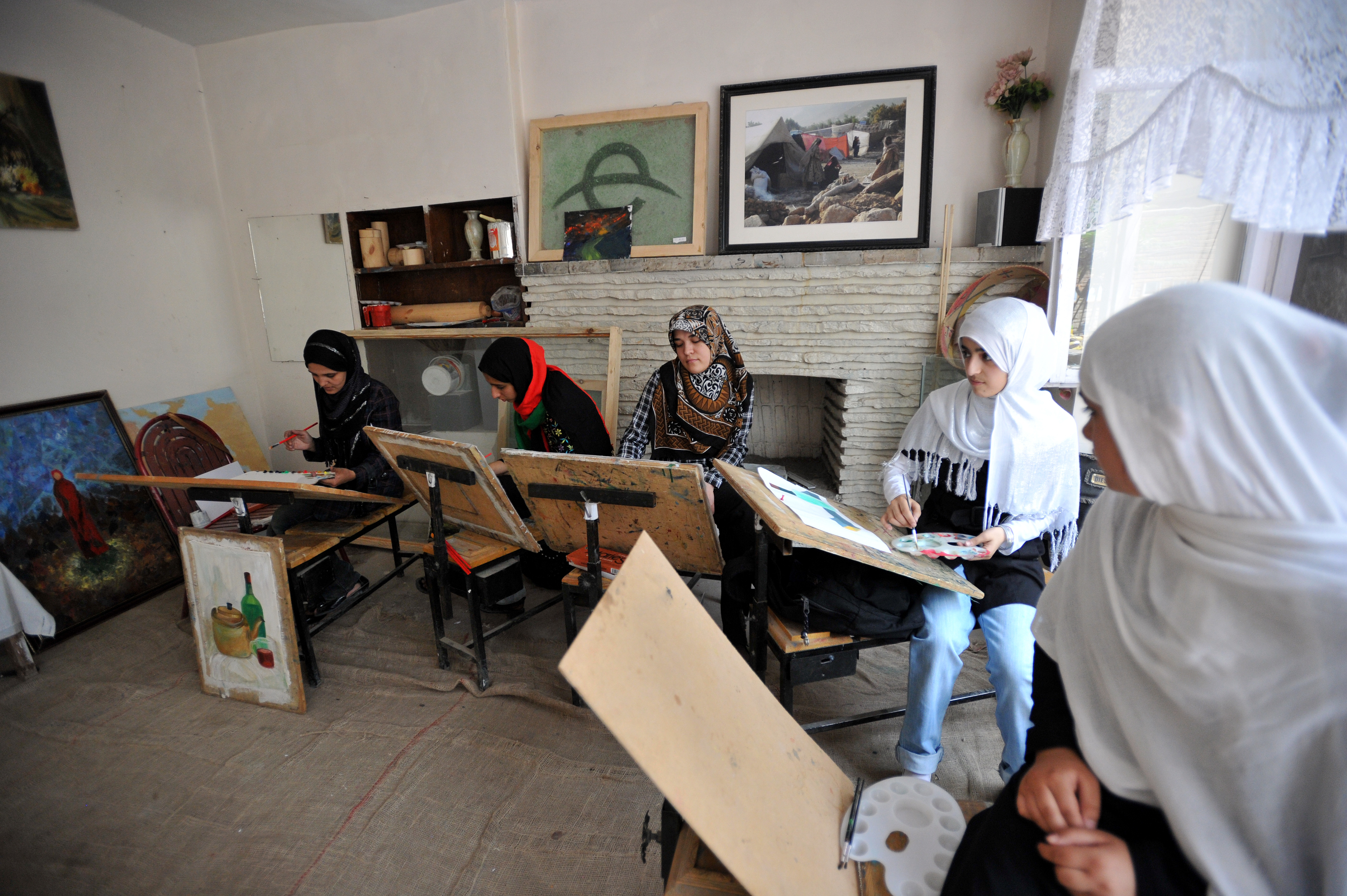
Студентки мистецтва в Афганістані.

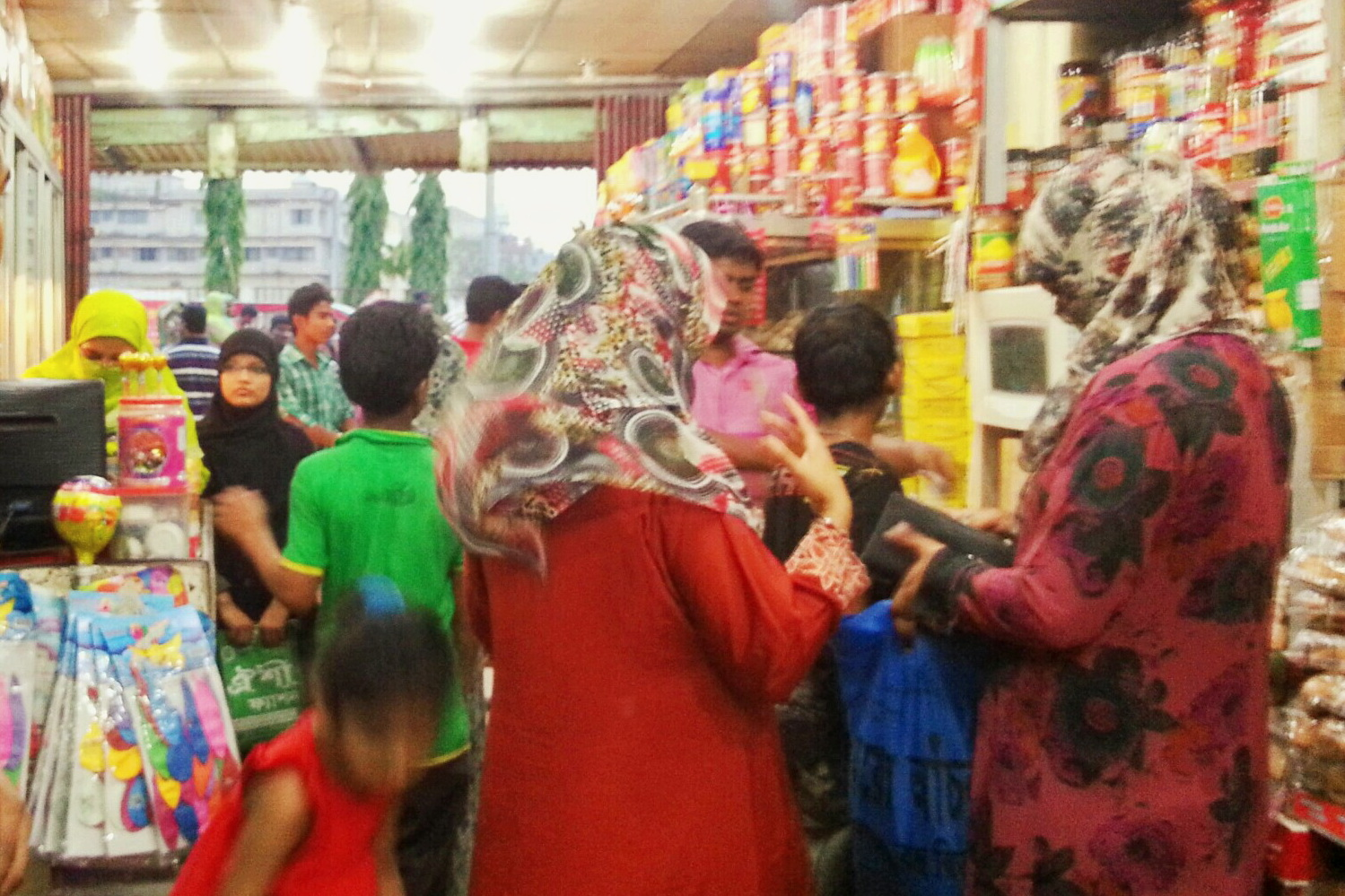
Бангладешські жінки в хіджабі роблять покупки в універмазі в Коміллі, Бангладеш.

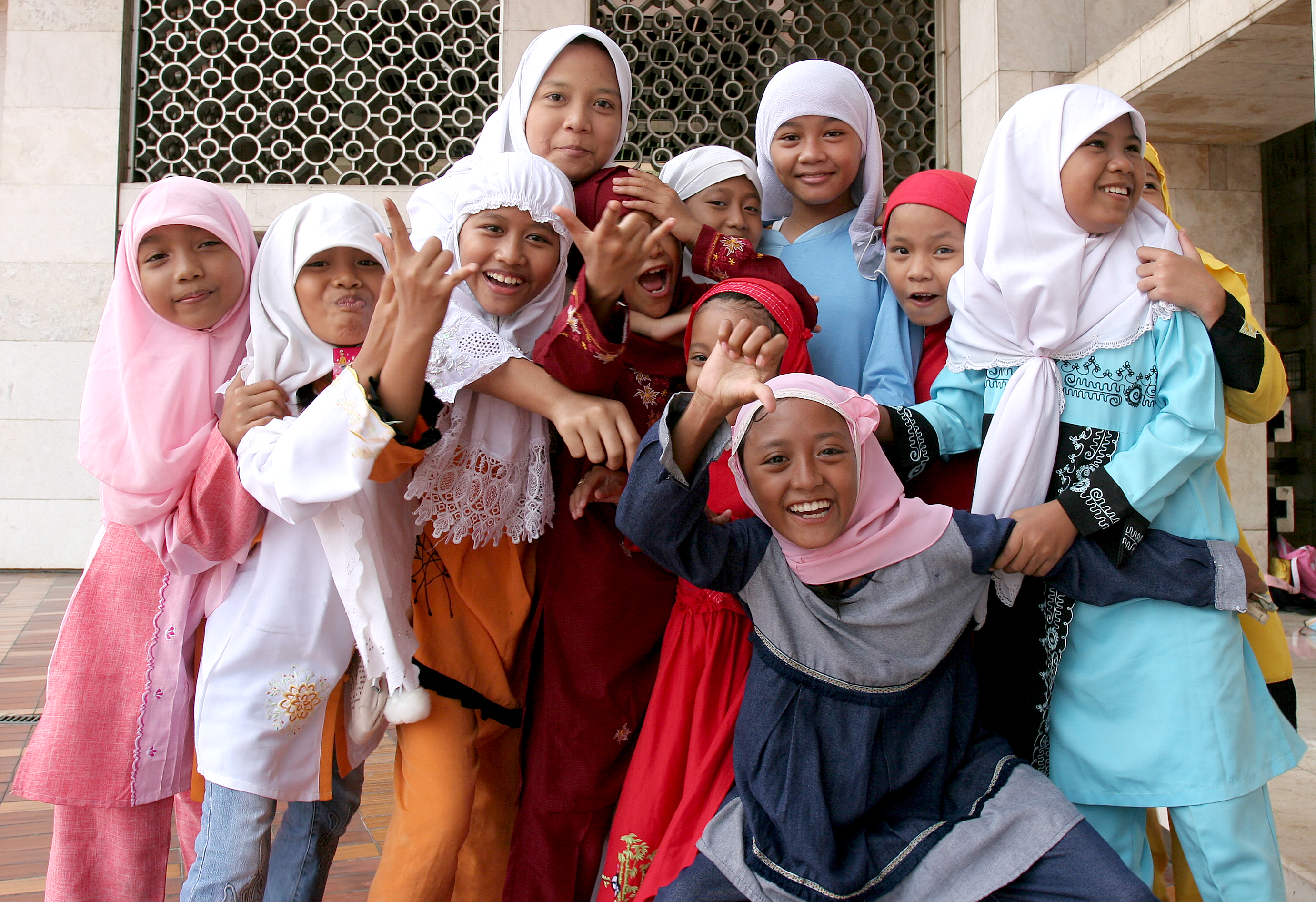
Мусульманські дівчата в мечеті Істікляль у Джакарті

Правовий і культурний статус хіджабу в різних країнах різний. Деякі заборонили носіння будь-яких відкритих релігійних символів, включаючи хіджаб (мусульманська хустка, від арабської «покривало»), у державних школах, університетах чи урядових будівлях.

### Австрія
У 2017 році австрійський парламент прийняв законну заборону прикривати обличчя в громадських місцях (насамперед це стосується ісламського одягу, такого як паранджа та нікаб). Крім того, 16 травня 2019 року парламент Австрії ввів заборону на «ідеологічний або релігійний одяг, пов'язаний з покриттям голови» в початкових школах. Ця заборона прямо забороняє традиційні хустки, які носять мусульманські жінки в усьому світі.

### Бельгія
31 березня 2010 року Комітет внутрішніх справ Бельгії одноголосно схвалив закон, що встановлює загальнонаціональну заборону на носіння бурки в громадських місцях. Пропозиція була прийнята Палатою представників 27 квітня 2010 року лише з двома депутатами, які утрималися від фламандських соціалістів.

### Болгарія
У 2016 році болгарський парламент прийняв закон про заборону ісламського одягу, що закриває обличчя.

### Франція
У квітні 2011 року Франція стала першою європейською країною, яка заборонила закривати обличчя в громадських місцях. Балаклави, нікаби, що закривають обличчя, бурки на все тіло та карнавальні маски (поза карнавальним сезоном) заборонені, хоча у громадських місцях хіджаб дозволений, оскільки він не приховує обличчя. Закон був прийнятий одноголосно, в якому стверджується, що прикриття обличчя, включно з мусульманським покривалом, суперечить принципам безпеки, на яких заснована Франція. Майже річна дискусія про заборону бурки у Франції супроводжувалася гострою критикою, причому противники заборони, серед іншого, стверджували, що весь цей процес стигматизує приблизно 5 мільйонів мусульман країни — найбільше мусульманське населення в Західній Європі. Вони також стверджують, що це політичний хід, оскільки лише 1 900 жінок носять вуаль, що приховує обличчя.

### Німеччина
Адміністративний суд у Мюнхені заборонив учениці-мусульманці носити на уроці покривало на обличчі. Хоча в Німеччині немає офіційної заборони на носіння хіджабу, згідно з рішенням вищих судів країни, федеральні землі мають право забороняти державним службовцям-мусульманам носити одяг, який вони вважають недоречним. Це правило залишає гнучкість німецьким законодавцям, які, по суті, можуть встановлювати власні правила щодо вбрання у країні.

### Латвія
У 2015 році в Латвії почалися дебати щодо заборони одягу, що закриває обличчя, із запропонованими штрафами до 150 євро за прикриття обличчя в публічних місцях і до 350 євро за примушування когось закривати обличчя в публічних місцях. Уряд Латвії погодив закон лише у 2017 році і передав його до Сейму для остаточного затвердження. З 2018 року процес не просунувся, і закон ще не затверджений і не діє. У Латвії майже немає жінок, які закривають обличчя, і багато хто зазначав, що такий закон був би зайвим.

### Нідерланди
Урядовий парламент Нідерландів у січні 2012 року ухвалив заборону на одяг, що закриває обличчя, яку в народі називають «забороною паранджі». Порушників можуть оштрафувати на суму до 390 євро. Заборона не поширюється на покриття обличчя, яке є необхідним для здоров'я, безпеки або виконання професії чи занять спортом. Під заборону також не потрапляють такі події, як Сінтерклаас, карнавал, Гелловін або коли мер надає виняток для певної події. Також під заборону потрапляють місця та споруди, призначені для релігійних цілей. Заборона не поширюється на пасажирів літаків і аеропортів, які прямують через Нідерланди до кінцевого пункту призначення.

### Палестина
У Газі палестинські джихадисти, що належать до Об'єднаного керівництва (UNLU), відмовилися від політики хіджабу для жінок.

### Туреччина
Турецькі жінки, які хочуть носити хіджаб — традиційну ісламську хустку, що покриває голову і волосся, але не обличчя — на державній службі та в урядових установах, зможуть це зробити тепер, коли турецький уряд послабив десятиліттями діючу заборону на носіння хустки в державних установах. Нові правила, які не поширюються на військовослужбовців і працівників судової системи, набули чинності в 2013 році і були запроваджені у відповідь на занепокоєння, що обмеження на носіння хіджабу відлякують жінок з консервативних верств населення від пошуку роботи в державних установах або здобуття вищої освіти. «Темні часи врешті-решт закінчуються», — сказав президент Туреччини Реджеп Тайїп Ердоган, виступаючи перед парламентом. «Повноправними членами республіки є жінки, які носять хустку, а також ті, хто її не носить».

### Сирія
У 2011 році президент Сирії Башар Асад скасував рішення, яке забороняло вчителям носити нікаб. Цей крок розглядався як спроба заспокоїти салафітів, оскільки він зіткнувся з повстанням, що кидає виклик його світському правлінню. Як символ політичного ісламу, уряд заборонив нікаб у липні 2010 року. Сирія стала останньою серед країн Європи та Близького Сходу, які висловили позицію щодо нікабу — чи не найпомітнішого символу фундаменталістського сунітського ісламу.

### Пакистан
У Пакистані тема хіджабу є надзвичайно суперечливою. Покривало постійно є предметом дискусій протягом десятиліть. Дослідницький центр П'ю зібрав інформацію про кілька країн, у тому числі й Пакистан, і представив результати про те, як люди по-різному ставляться до покривала в різних країнах світу. Учасникам було запропоновано фотографії шести жінок у різних стилях чадри разом із запитанням: «Який стиль одягу підходить для жінок у громадських місцях?». Результати показали, що: «У Пакистані існує рівний розподіл (31 % проти 32 %) між жінкою № 3 і жінкою № 2, яка носить нікаб, що відкриває лише очі, тоді як майже чверть (24 %) обирають жінку № 4». Результати показують, що все ще тривають дискусії щодо того, який тип одягу жінки вважають найбільш підходящим, і, здається, дебати триватимуть ще багато років.

### Єгипет

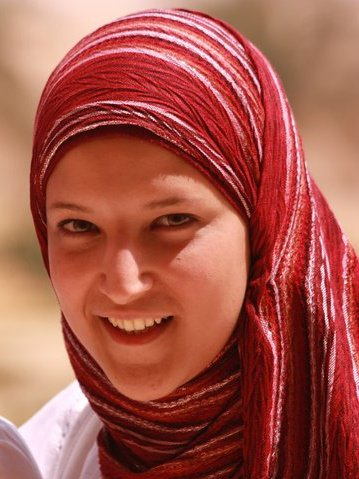
Рім, єгиптянка в хіджабі в єгипетському стилі, 2010 рік.

8 січня 2014 року Дослідницький центр П'ю провів опитування мусульманок у різних країнах. Переважна більшість єгиптянок, які взяли участь в опитуванні, вважають, що жінки повинні показувати своє обличчя на людях. 10 % учасниць опитування вважають, що жінки повинні бути повністю закритими, коли вони з'являються на людях. Порівняно з іншими країнами, Єгипет не такий консервативний, але лише 14 % опитаних жінок вважають, що єгиптянки повинні мати можливість самостійно обирати собі одяг. Порівняно з шістьма іншими країнами, Єгипет посів останнє місце в цій категорії; статистика (84 %) свідчить про те, що єгипетські жінки (за цим єдиним опитуванням) не вважають, що жінки повинні мати свободу у виборі свого одягу. Тим часом, у єгипетських медіа жінки завжди говорили про свою свободу і право носити те, що вони хочуть, і про те, що нікого не можна судити за їхнім одягом.

### Саудівська Аравія
Нікаб найчастіше використовується в Саудівській Аравії разом з хіджабом. Хоча деякі вважають нікаб обов'язковим, хіджаб розглядається як більш сучасний стиль одягу. Нікаб також шанується як консервативний і скромний одяг через глибокі релігійні та культурні цінності. Хоча опитування громадської думки в Саудівській Аравії свідчать про сильне переконання, що жінки повинні бути прикриті, парадоксальним чином існує також сильне переконання, що жінки повинні мати право обирати, що їм носити.
Опитування, проведене в 2011 році Дослідницьким центром П'ю, попросило жінок з різних мусульманських країн вибрати, яке з кількох суконь, на їхню думку, найбільше підходить для їхньої країни. Серед жінок Саудівської Аравії 11 % жінок вважають, що бурка з головою є найбільш доречною, 63 % жінок вважають доречним нікаб, який відкриває лише очі, лише 8 % вважають доречним чорний хіджаб, який прикриває волосся та вуха, 10 % вважають доречним менш консервативний білий хіджаб, який прикриває волосся та вуха, 5 % вважають доречним навіть менш консервативний хіджаб, який є коричневим і показує частину волосся, лише 3 % сказали, що було б доцільно не носити жодного покривала. Нікаб — це одяг, який більшість саудівських жінок вважають доречним одягом для жінок у Саудівській Аравії. Відповідно до цієї статистики, саудівська жінка, яку показують у відео, згаданому вище, щоб показати популярний погляд на саудівських жінок, носила цей нікаб, що відкривав лише очі.

### Сомалі

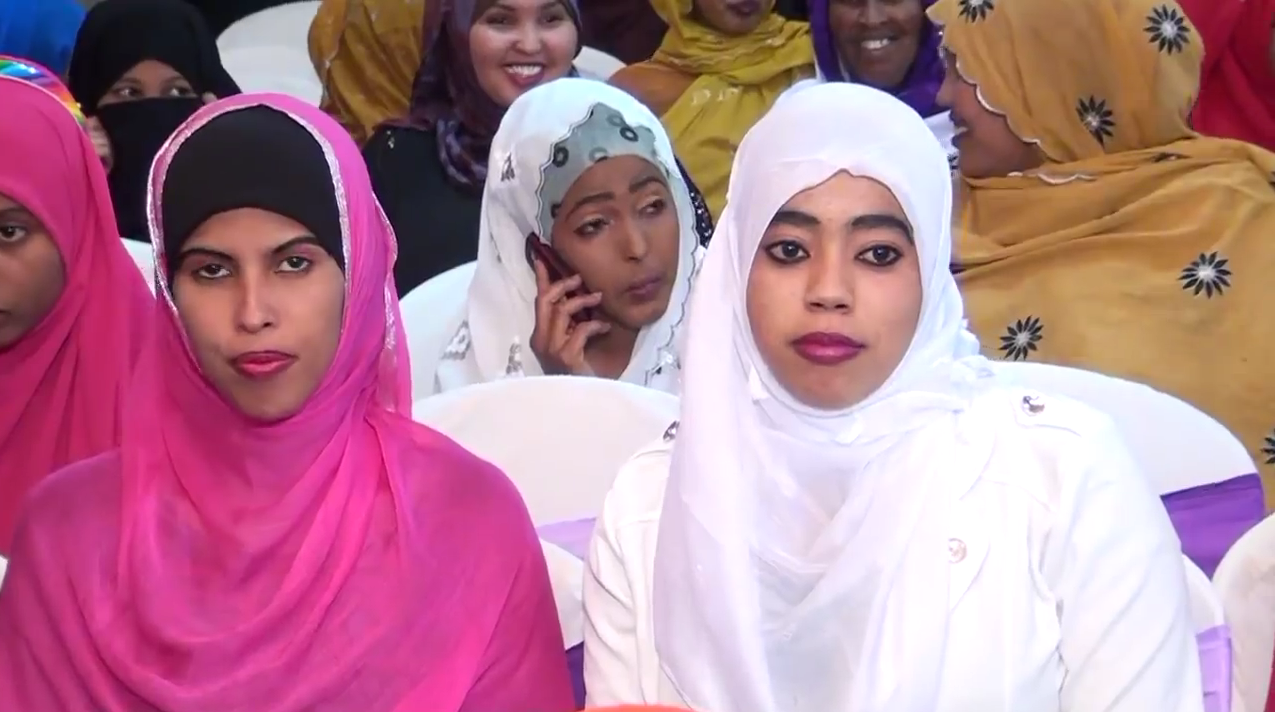
Молоді сомалійки в хіджабі.

Під час звичайних повсякденних справ сомалійські жінки зазвичай носять гунтійно, довгий шматок тканини, пов'язаний через плече та драпірований навколо талії. У більш офіційних ситуаціях, таких як весілля чи релігійні свята, такі як Ід, жінки носять дірак, який є довгим, легким, прозорим платтям із вуалі з бавовни або поліестеру, яке носять поверх напівсліпу та бюстгальтера. Одружені жінки, як правило, носять головні хустки, які називаються шаш, а також часто покривають верхню частину тіла шаллю, відомою як гарбасаар. Однак неодружені або молоді жінки не завжди покривають голову. Також часто носять традиційний арабський одяг, такий як хіджаб і джильбаб.

### Хіджаб в Америці

#### США
Більшість мусульманок у Сполучених Штатах принаймні деякий час носять хіджаб. Всупереч поширеним теоріям про асиміляцію, ця цифра насправді вища серед місцевих мусульманок порівняно з мусульманськими іммігрантами в першому поколінні.
У Сполучених Штатах немає юридичних обмежень щодо ісламського одягу скромності через загальний захист релігійної свободи в американському законодавстві. Наприклад, Верховний суд Сполучених Штатів виніс рішення проти Abercrombie & Fitch, коли вони відмовилися прийняти на роботу жінку на ім'я Саманта Елауф через те, що вона носила хіджаб, заявивши, що політика дрес-коду порушує релігійну свободу Елауф.
Оскільки більшість тренажерних залів, фітнес-клубів та інших місць для занять спортом у Сполучених Штатах є змішаними, побожні мусульманки мусять або уникати цих закладів, або займатися в хіджабі, що часто непрактично. Такі люди, як Марія Омар, директорка зі зв'язків із медіа Ісламської ради з питань харчування та продовольства Америки (IFANCA), радять мусульманкам повністю уникати цих комплексів як таких, що суперечать ісламським нормам.

#### Канада
У 2011 році канадський уряд заборонив жінкам носити одяг, що закриває обличчя, на церемоніях надання громадянства, оскільки суддя повинен бачити обличчя кожної людини, яка виголошує присягу. У 2012 році Верховний суд прийняв рідкісне рішення, яке розділило думки щодо того, чи можуть жінки закривати обличчя на свідоцькій лаві. Четверо суддів сказали, що це залежить від обставин, двоє сказали, що свідки ніколи не повинні закривати обличчя, а один сказав, що свідці-мусульманці ніколи не можна наказувати зняти чадру. Канада розглядає можливість ширшої заборони на чадру в державних установах, школах і лікарнях. 16 червня 2019 року уряд провінції франкомовного Квебеку прийняв Закон про повагу до мирян держави. Закон забороняє деяким державним службовцям носити релігійні регалії, включаючи мусульманські шарфи та покривала, тюрбани, єврейські тюбетейки та християнські розп'яття.

#### Аргентина
У 2011 році президентка Аргентини Крістіна Фернандес висунула закон, який дозволяв мусульманкам носити хіджаб у громадських місцях. За новим законом, аргентинські мусульманки можуть носити хіджаб, фотографуючись для національних посвідчень особи. Закон був розроблений з метою сприяння свободі релігії та вираження поглядів у країні, а також для того, щоб допомогти мусульманському населенню, яке, за оцінками, становить від 450 000 до мільйона осіб, відчувати себе більш інтегрованим у суспільство.

#### Чилі
У Чилі проживає мусульманська меншина. Фуад Мусса, президент Ісламського культурного центру, заявив, що «серед чилійців панує загальне невігластво щодо ісламу». Це сталося після того, як у 2010 році чилійській громадянці відмовили в обслуговуванні в банку через її хіджаб, і не обслуговували її доти, доки вона не зніме хіджаб.

## Подальше читання
- Soravia, Bruna, «Dress», in Muhammad in History, Thought, and Culture: An Encyclopedia of the Prophet of God (2 vols.), Edited by C. Fitzpatrick and A. Walker, Santa Barbara, ABC-CLIO, 2014, Vol I, pp. 153–156.
- Theodore Gabriel; Rabiha Hannan (21 квітня 2011). Islam and the Veil: Theoretical and Regional Contexts. A&C Black. ISBN 978-1-4411-8225-8.